# Сансеверо, Раймондо де Сангро

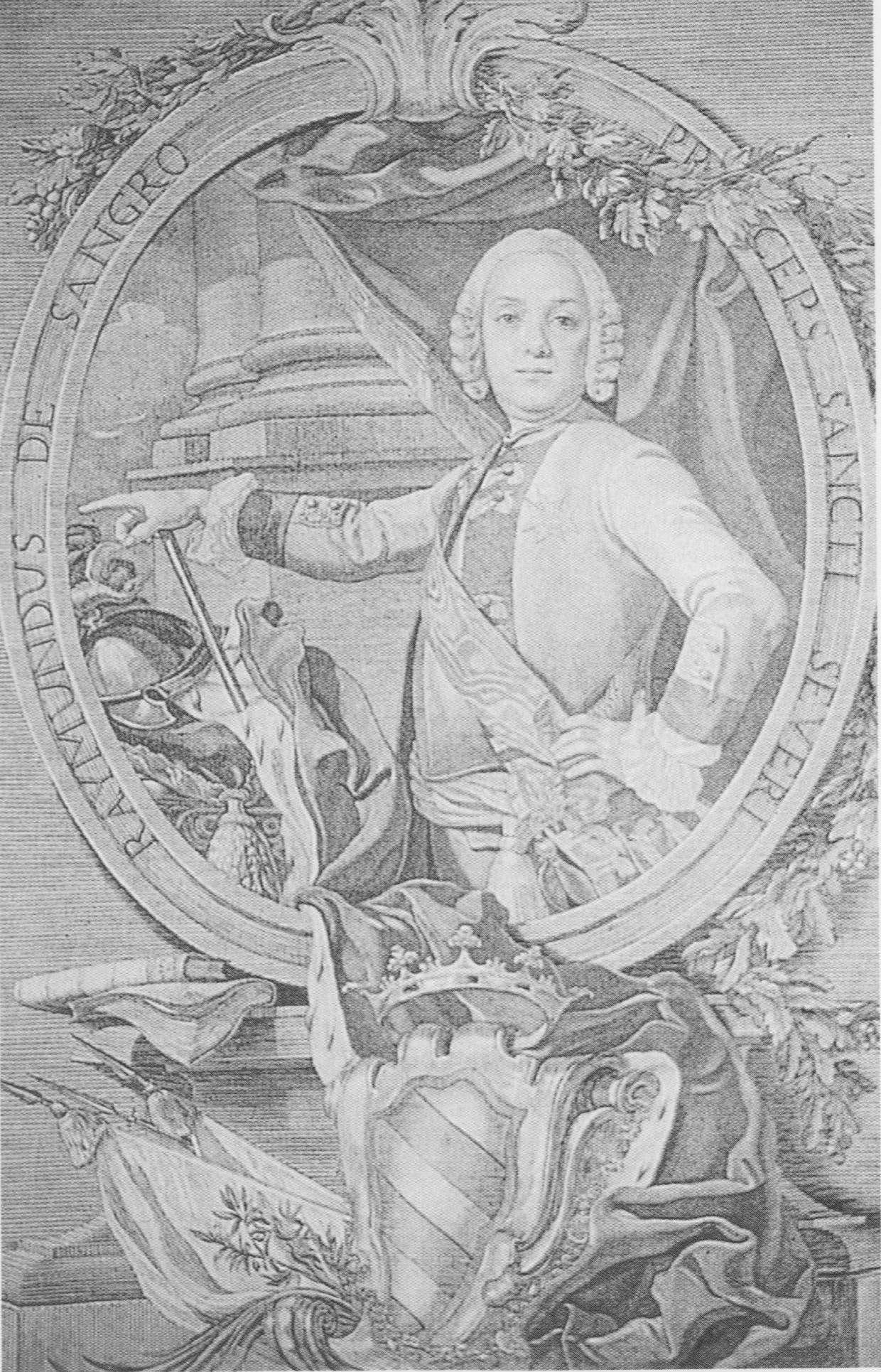
Раймондо де Сангро

Раймондо де Сангро, седьмой князь Сансеверо (итал. Raimondo di Sangro (o de Sangro), VII principe di Sansevero; 30 января 1710, Торремаджоре — 22 марта 1771, Неаполь) — неаполитанский вельможа, интеллектуал-энциклопедист, строитель капеллы Сансеверо. По некоторым сведениям, изобрёл цветное книгопечатание.

## Биография
Раймондо де Сангро родился в Торремаджоре (провинция Фоджа), сын Антонио (1685-1757), герцога Торремаджоре, и Чечилии Гаэтани дель Аквила д’Арагона (1690-1710). Мать Раймондо умерла в родах, отец в течение нескольких лет вёл разгульную жизнь. Юного Раймондо воспитывал дед Паоло де Сангро, шестой князь Сан-Северо. Затем Раймондо воспитывался в Клементинской коллегии иезуитов в Риме, где изучал литературу, философию, юриспруденцию, пиротехнику, гидротехнику и химию.
После смерти деда Раймондо стал седьмым князем Сан-Северо и главой одной из влиятельнейших семей Неаполитанского королевства. В 1734 году, сразу после воцарения Карла III, князь Раймондо стал одним из его ближайших советников. В 1744 году князь Сансеверо командовал полком в битве при Веллетри, победа в которой позволила Карлу окончательно закрепиться в Неаполе.
Самым важным творением Раймондо де Сангро стала перестроенная им семейная капелла Сан-Северо. Князь лично руководил строительством, приглашал художников и скульпторов, выбирал темы для художественных произведений. В капелле можно найти многочисленные признаки масонских убеждений князя.

## Научные изобретения
Но подлинные интересы князя Раймондо лежали в научной сфере. Среди его изобретений:
- ружьё, работавшее как на порохе, так и на сжатом воздухе,
- лёгкая пушка, по дальности выстрела превосходившая существовавшие артиллерийские орудия,
- гидравлический насос, позволявший накачивать воду на любую требуемую высоту,
- тонкая водонепроницаемая ткань,
- экипаж-амфибия, перемещавшийся по суше и воде,
- «вечный свет» (предположительно на основе фосфоресценции),
- метод цветной печати.

Книга по военному искусству, написанная князем, снискала одобрение Фридриха II Прусского.

## Лингвистика
Помимо современных языков князь Раймондо знал санскрит, иврит и древнегреческий. Климент XII по просьбе князя официально позволил ему читать запрещённые книги. Увлечение последними привело Раймондо в ряды масонов, где он достиг степени Великого магистра.

## La Lettera Apologetica
Раймондо де Сангро, купив 25 октября 1745 года у отца Ильянеса, приехавшего из Чили, рукопись Historia et rudimenta linguae piruanorum (1600—1638), написанную (на основе тетради Бласа Валера «Exsul Immeritus Blas Valera Populo Suo») иезуитскими миссионерами в Перу Джованни Антонио Кумисом и Джованни Анелло Оливой, включил в свою книгу La Lettera Apologetica (1750) многие знаки токапу из капак-кипу, правда переделав их и придав им закругленные, а не квадратные формы.
В 1747 году мадам де Графиньи издала свои «Письма перуанки», в которых знатная перуанка Силия (Zilia) использовала кипу для записей и переводила сразу на французский. В Письме XVI Графиньи приводит описание кипу как письменности. Переиздана книга была в 1749 году. Издатель сборника «Coleccion de documentos literarios del Peru» (1874) Мануэль де Одриосола предположил, что эти письма послужили «одному итальянцу из Академии де ла Круска и одной графине, той же национальности, написать толстый том „в одну четверть“ озаглавленный „Apologea de los quipos“. Использовав Гарсиласо, автор столь уверенно использует грамматику, словарь из кипу, представляющие собой кипуграфию, позаимствованную от некого Кипу-Камайока из инков, но как бы они не ошибались в своих предположениях».
Полное название книги «La Lettera Apologetica»:
- Lettera Apologetica dell’Esercitato accademico della Crusca contenente la difesa del libro intitolato Lettere di una Peruana per rispetto alla supposizione de' Quipu scritta dalla Duchessa di S*** e dalla medesima fatta pubblicare — в книге использовано 40 «ключевых слов» якобы древней системы записи Инков. Ключевые слова в кипу были раскрашены разными цветами и имели форму круга. Метод цветной печати был неизвестен на то время и был изобретён самим Раймондо[5].

Как видно, именно мадам де Графиньи (графиня S***) и Раймондо де Сангро (являлся академиком де ла Круска) имел в виду Одриосола.

## Отлучение от церкви
Опубликование князем книги La Lettera Apologetica, содержавшей опасные еретические мысли, привело к отлучению Раймондо де Сангро от Церкви папой Бенедиктом XIV в 1752 году.